# Mario Floris
Mario Floris (Cagliari, 20 settembre 1937) è un politico e sindacalista italiano.

## Biografia
Diplomato ragioniere e impegnato nel sindacato in seno alla CISL sin da giovane. Esponente della DC, viene eletto per la prima volta in consiglio regionale sardo nel 1974. Ha ricoperto in varie giunte numerose cariche di assessore: due volte al lavoro (giunte Ghinami), agli enti locali (giunta Rojch) e agli affari generali (giunta Cappellacci). 
È cugino di Emilio Floris, sindaco di Cagliari dal 2001 al 2011.
Nel 1989, diventa presidente della giunta regionale per due anni e immediatamente dopo presidente del consiglio regionale. Dopo le elezioni del 1999, dopo aver aderito al Unione Democratica per la Repubblica fondata da Francesco Cossiga diventa per la seconda volta presidente della giunta a causa della non accettazione delle dichiarazioni programmatiche sia della giunta formata da Mauro Pili che di quella formata da Gian Mario Selis.
Al termine della legislatura fonda l'Unione dei Sardi con cui si presenta da candidato governatore nelle elezioni regionali del 2004 ottenendo oltre trentacinquemila preferenze e il 3,6% dei voti. Si ripresenta a sostegno del candidato Ugo Cappellacci anche alle elezioni del 2009, nel raggruppamento Sardegna Unita che comprendeva il suo UDS e il nuovo PSI. Anche in questo caso Floris riuscirà a essere eletto in consiglio. Il 4 ottobre 2010 viene nominato assessore regionale agli affari generali, al personale e alla riforma. Nel 2014 l'Unione dei Sardi di Floris prende il 2,6% eleggendo un consigliere mentre cinque anni più tardi con solo l'1,10% rimane fuori dal consiglio regionale.